# 20084 Buckmaster
20084 Buckmaster (1994 GU9) là một tiểu hành tinh vành đai chính được phát hiện ngày 6 tháng 4 năm 1994 bởi C. S. Shoemaker và D. H. Levy ở Palomar.